# Perween Rahman
Perween Rahman (Daca, 22 de enero de 1957 - Karachi, 13 de marzo de 2013) fue una activista social paquistaní, directora del Instituto de Investigación y Capacitación del Orangi Pilot Project. Fue asesinada el 13 de marzo de 2013.

## Biografía
Perween Rahman nació el 22 de enero de 1957 en Daca, entonces situado en el este de Pakistán (ahora Bangladés). Pertenecía a una familia Bihari que se mudó a Karachi después de la guerra civil en el este de Pakistán en 1971. Obtuvo una licenciatura en Arquitectura en 1982 de la Facultad de Ingeniería y Tecnología de Dawood, y un diploma de posgrado en vivienda, construcción y planificación urbana en 1986 del Instituto de Estudios de Vivienda en Róterdam, Países Bajos. Trabajó en una firma de arquitectura privada antes de ser contratada por Akhter Hameed Khan para convertirse en directora conjunta del Proyecto Piloto Orangi en 1983, donde administró los programas de vivienda y saneamiento. En 1988, OPP se dividió en cuatro organizaciones y Perween Rahman se convirtió en directora del Proyecto Piloto Orangi - Instituto de Investigación y Capacitación (OPP-RTI), administrando programas en educación, capacitación de jóvenes, suministro de agua y vivienda segura.
En 1989, fundó la ONG Urban Resource Center en Karachi y también formó parte de la junta directiva de Saiban, otra ONG dedicada a la vivienda de interés social, y Orangi Charitable Trust (OPP-OCT), la rama de microfinanzas de OPP.
Enseñó en la Universidad de Karachi, la Universidad NED, la Escuela de Arte y Arquitectura del Valle del Indo y la Facultad de Ingeniería y Tecnología de Dawood, todas ubicadas en Karachi.
Es hermana del autor y maestro Aquila Ismail.

## Asesinato e investigación
El 13 de marzo de 2013, Perween Rahman murió cuando cuatro hombres armados abrieron fuego contra su vehículo cerca de la estación de policía de Pirabad, poniendo fin a su carrera de 28 años por los derechos a la tierra y los servicios básicos para los pobres de Pakistán. Rahman había sido muy crítica con las mafias agrarias en Karachi y sus patrocinadores políticos.
Rahman se había quejado en el pasado de que había recibido amenazas de muerte. En un momento, algunos hombres armados irrumpieron en sus oficinas y ordenaron a su personal que se fuera.
El principal sospechoso del asesinato de Rahman fue arrestado durante una operación conjunta realizada por la policía de Karachi y Mansehra en Mansehra, Pakistán. El sospechoso Ahmed Khan alias Pappu Kashmiri fue arrestado en Mansehra.
Al día siguiente, la policía mató a un operativo talibán llamado Qari Bilal en un encuentro y afirmó que él era el asesino, lo que cerró el caso.
El 15 de abril de 2014, la Corte Suprema de Pakistán ordenó a las autoridades que realizaran una nueva investigación sobre el asesinato de Rahman después de que una investigación judicial revelara que los agentes de policía habían manipulado la investigación.
En diciembre de 2021, cuatro hombres fueron condenados a cadena perpetua por el asesinato de Rahman. Tres de los hombres condenados recibieron una sentencia de cincuenta y siete años y seis meses. Mientras que Raheem Swati y su hijo Imran fueron condenados a cincuenta años y siete años y medio respectivamente.

## En la cultura popular
El trabajo y el asesinato de Rahman son el tema dela película Into Dust (2021).

## Honores y premios[5]
- Miembro honorario vitalicio de la Academia Internacional del Agua con sede en Oslo, Noruega.
- 1986 Premio Jaycees por trabajo comunitario.
- 1994 Premio del Instituto Nacional de Investigación de la Construcción para Vivienda
- 1996 Mejores prácticas de ONU-Hábitat (con OPP-RTI).[15]
- 1997 Premio Fundación Faiz a la investigación comunitaria.
- Premio del Club Rotario 2001 por servicios profesionales.
- Ganador de los Premios Mundiales del Hábitat 2001 (con OPP-RTI).
- 2013 Sitara–i–Shujaat (Orden de la valentía, póstuma) conferida por el presidente de Pakistán el 23 de marzo de 2013.
- 2022 Google celebró el 65 cumpleaños de Rehman con un doodle.[16]

## Publicaciones
- Rahman, P., & Rashid, A. (1992). Working With Community: Some Principles and Methods.
- Perween Rahman (2004). Katchi Abadis of Karachi: A survey of 334 Katchi Abadis.
- Perween Rahman, 2009, Water Supply in Karachi, OPP-RTI.
- Pervaiz, Perween Rahman & Arif Hasan (2008). Lessons from Karachi: The role of demonstration, documentation, mapping and relationship building in advocacy for improved urban sanitation and water services (Vol. 6). Earthprint.